# 迭戈·阿尔维斯
迭戈·阿尔维斯（Diego Alves，1985年6月24日—）是一名巴西足球运动员，司职守门员。最知名的是他的十二碼撲救，在長達十年的西甲生涯中，他面對46次十二碼擋掉了其中的21次（撲救率高達45.7%，其中對C羅的3罰中擋掉2次）。

## 俱乐部生涯
迭戈·阿尔维斯青训生涯是在巴西国内的保地花高和米内罗完成的。2004年被提升到米内罗竞技一线队。2007年7月24日，迭戈·阿尔维斯转会加盟西甲升班马阿尔梅里亚。他在球队一开始只是担任后备球员，但在赛季中毫无争议地成为球队主力，他的出色表现（特别是在对阵皇家马德里）帮助球队在历史上第一个西甲联赛赛季就获得第八名的成绩。
2011年3月3日，迭戈·阿尔维斯在阿尔梅里亚和桑坦德竞技的联赛中扑出对手的点球，这是他在西甲赛场上遇到的第17个点球，其中对手只罚进5个，12次罚失，从而创造了西甲联赛的一个新纪录。
阿尔梅里亚在2011赛季结束后从西甲联赛降级，迭戈·阿尔维斯转会加盟巴伦西亚。在2015年5月9日對陣皇家馬德里的比賽中，他擋掉了C．羅納度的十二碼，從而追平了蘇比薩雷塔保持的16次擋掉十二碼這個西甲紀錄，這才僅僅是他在西甲面對的第37次十二碼而已（蘇比薩雷塔遭遇了整整102次十二碼才達成此紀錄）。而到了2016年9月25日，他在客場2比1贏下萊加內斯的比賽中完成了破紀錄的第17次十二碼撲救。一周後（10月2日）對上馬德里競技的比賽，他單場擋出了兩次分別由格里茲曼和加比操刀的十二碼。

## 国际比赛生涯
2008年，迭戈·阿尔维斯入选巴西国奥队参加2008年奥运会的名单，担任的替补，没有获得出场机会。最终在奥运会中拿到铜牌。